# Hallo! Amerika!
Hallo! Amerika! är en norsk svartvit stumfilm (dokumentär) från 1926. Filmen skildrar en resa i USA från Stilla havet till Atlanten. Filmen producerades av Bio-Film Compagni och fotades av Gustav Lund. Den hade premiär den 6 september 1926 i Norge.